# Bécut
Le Bécut est un géant mythique, cyclope et anthropophage de la Gascogne et des Pyrénées. L'essentiel des contes qui y font référence sont localisés en Bigorre et en Béarn, et reprennent souvent le thème du cyclope Polyphème. Ces contes entrent généralement dans la catégorie, selon la classification Aarne-Thompson, de l'« ogre dupé ». Un personnage identique, avec le même type d'histoires, est connu au Pays basque sous le nom de Tartare, Tartaro, Torto ou Anxo, dans l'Ariège sous le nom d’Ulhart. L’Ullard est aussi connu dans les Alpes.

## Étymologie
L'origine du mot bécut est controversée. Bécuts (vecuts ?) pourrait désigner ceux qui ont vécu, signifiant par là qu'il s'agit d'une population qui a disparu avec les temps nouveaux du christianisme. L'hypothèse la plus courante est que le mot signifie simplement pourvu d'un bec (cese bequin ou cese becut, en gascon, désigne le pois chiche). Simin Palay indique au mot bécut, ude : lippu-e, qui a la bouche difforme par le développement d'une des lèvres ; qui a la bouche contournée ; qui vit seul, fuyant toute société ; ogre, personnage imaginaire des fables, laid et difforme ; le démon. Becudis ou becumi, nom et adjectif, désigne l'état de becut, la sauvagerie, le manque de savoir-vivre. En catalan, le becut est le courlis, oiseau à long bec. Dompnier de Sauviac, repris (avec réserves) par Bladé, a avancé l'idée que l'image du cyclope à bec aurait pu être suggérée par les heaumes des guerriers du Moyen Âge (c'étaient des hommes de haute stature, de race forte, rudes, se présentant la tête couverte d'un heaume de fer qui ne laissait respirer que par une ouverture grillée figurant un grand œil au milieu du visage ; cet œil flamboyant, joint aux instincts grossiers de ces hommes du Nord, terrifièrent nos douces populations, qui en firent un objet de crainte). Mais aucun conte ne mentionne précisément la présence de ce bec, ce qui balaye toute tentative d'explication un tant soit peu fonctionnelle. Bladé rappelle que bécut désignait en gascon une personne gloutonne et vorace.

## Description
C'est un géant, avec un œil unique. La version de Bladé dit qu'il mesure sept toises, soit entre douze et treize mètres, mais il est évident que cette indication n'a pas de valeur absolue et se réfère à la valeur symbolique du chiffre sept. Il apparaît parfois comme un personnage unique, d'autres fois en groupes. En Gascogne il est fait état d'une femme, la Bécude (Becuda), et du fils du Bécut (titre d'un conte de Bladé publié après sa mort). Dans un conte de Léopold Dardy appelé La Marâtre et la Bécude, la bécude est la fille monstrueuse de la marâtre de l'héroïne. Dans les Landes, l’abbé Vincent Foix précise qu’il n’a qu’un œil sur le front et que son nez ressemble à un groin de porc. C’est en lui pressant les mollets, le jour de sa naissance, que le mauvais esprit lui donne son pouvoir.
Conformément à la tradition des cyclopes pasteurs, le bécut élève des troupeaux de bovins ou plus souvent de moutons qui ont la particularité d'avoir des cornes en or, ce qui attise l'envie des habitants de la région. Le bécut fait la chasse aux chrétiens, qu'il fait cuire encore vivants sur un gril, et dont il ne fait généralement qu'une bouchée. Comme dans la tradition classique, il est souvent aveuglé par un de ses prisonniers avec une broche enfoncée dans son œil, et il finit par mourir en tombant dans un ravin profond.

## Sources et versions
Le conte le plus représentatif (Le Bécut) est celui publié par Jean-François Bladé dans les Contes populaires de la Gascogne. Les trois contributeurs qu'il cite pour ce conte sont originaires du sud du département du Gers, ou du nord des Hautes-Pyrénées, donc du piémont pyrénéen. Bladé signale par ailleurs que le Bécut est mentionné dans les Landes. Le conte Le fils du Bécut est resté inédit jusqu'à sa publication en gascon (Lou hilh dou becut), après la mort de Bladé, dans L'Armanac de la Gascougno (1959, p. 25-31). 
Dans le recueil de l'abbé Dardy, Anthologie populaire de l'Albret, figurent les contes Le Bécut, Le Bout du monde et le Bécut et La marâtre et la bécude.
Des contes de bécuts ont été recueillis en Bigorre et Béarn par d'autres collecteurs, comme J. V. Lalanne (Lou Torc dou Bécut, « le boîteux du bécut »). 
On retrouve le même type de conte au Pays basque, où le cyclope porte le nom de Tartaro, et en Espagne, dans la vallée de Baztan.
Dans les Landes de Gascogne, il existe aussi des contes sur le Bécut, qui sont des variantes de contes basques, et où il n'apparaît pas toujours sous la forme traditionnelle de cyclope, ni évidemment dans son contexte montagnard. Il est plus souvent ramené à un rôle de croque-mitaine. Dans la commune de Léon, on entendait parfois de mystérieuses détonations, que l'on attribuait à un monstre marin appelé le Boum. Certaines personnes pensaient au contraire que ce bruit était dû au Bécut.